# 武汉轻型汽车厂办公楼
武汉轻型汽车厂办公楼，即武汉机械学院旧址，是一座现代办公楼建筑，位于中华人民共和国湖北省武汉市硚口区韩家墩街道古田五路17号。现为武汉市文物保护单位。

## 历史
1953年，汉口汽车制造学校（后武汉机械学院）开始组建，此建筑在同时修建。1970年3月，湖北省及武汉市决定武汉机械学院并入华中工学院（今华中科技大学），旧校舍改交武汉长江汽车制造厂作为厂区，当年7月制造厂搬入。1982年搬迁完毕，同年武汉长江汽车制造厂及武汉汽车制造厂合并为武汉轻型汽车制造总厂，建筑所在的厂区为总厂东厂区。

## 文物保护情况
2011年3月21日，被武汉市人民政府评为第五批武汉市文物保护单位。
其作为文物的保护范围为：武汉轻型汽车厂办公楼本体及周围一定范围。四至：以办公楼外墙为界，四周各向外延伸20米。
其作为文物的建设控制地带为：以保护范围四至为界，东、西、北面各向外延伸20米，南面向外延伸31米至古田五路北侧道路红线。